# La usurpadora (serie de televisión)
La usurpadora es una serie de televisión de drama político mexicana creada por Larissa Andrade y producida por Carmen Armendáriz para Televisa. Está basada en la historia de Inés Rodena, La usurpadora, que a su vez es un reinicio de la telenovela homónima de 1998. Es el primer proyecto de la franquicia Fábrica de sueños.
Está protagonizada por Sandra Echeverría en doble papel junto a Andrés Palacios, Arap Bethke y un reparto coral.
La serie consta de 25 episodios; se estrenó por Las Estrellas el 2 de septiembre de 2019 en sustitución de la segunda temporada de Sin miedo a la verdad, y concluyó el 4 de octubre de 2019 siendo reemplazado por Cuna de lobos.

## Sinopsis
Paola Miranda (Sandra Echeverría), la primera dama de México, vive un infierno al lado del hombre más importante del país: el presidente Carlos Bernal (Andrés Palacios). Desde hace tiempo se quiere divorciar y crea un plan después de descubrir que es adoptada y que tiene una hermana gemela. Este consiste en engañar a su hermana, Paulina Doria (Sandra Echeverría), para que asuma el rol del primera dama y luego matarla el día del Grito de Dolores. De esta manera, Paola planifica simular su propia muerte para poder disfrutar de una nueva vida con su amante, Gonzalo Santamarina, además de vengarse de la mujer que cree que es culpable de haberla separado de su madre biológica. 
Paulina vive en Bogotá, en donde tiene un albergue para niños abandonados y cuida de su madre Olga, quien es también la madre biológica de Paola. Bajo una falsa promesa de donativos, Paulina viaja a México, en donde es secuestrada por Paola. Cuando las dos hermanas se encuentran, Paola realiza un chantaje y propone que Paulina usurpe su identidad por dos semanas o de lo contrario mandaría a matar a su madre. Es así como Paulina se convierte en "La usurpadora" y llega a la residencia presidencial de Los Pinos. 
En el día de la Independencia, Paulina recibe un disparo pero sobrevive. Ante ello, el Centro Nacional de Inteligencia comienza a investigar sobre el atentado y su posible autor material e intelectual, pensando que el presidente pudo ser el objetivo. Al mismo tiempo, Carlos Bernal le pide al exagente Facundo Nava (Arap Bethke) que realice una investigación paralela. Paola no queda satisfecha y tras asesinar a su amante en Bora Bora, Polinesia Francesa, regresa a Ciudad de México con el objetivo de eliminar las pruebas que la incriminan. Por otro lado, Paulina encuentra en su rol como primera dama una oportunidad para realizar activismo social.
Paola planifica un segundo intento para matar a Paulina: la lleva a encontrarse con un socio de Gonzalo, quien está dispuesto a matarla. Sin embargo, Facundo evita el disparo y la usurpadora comienza a confiar en él para averiguar quién está tras ella. Al mismo tiempo, decide utilizar su lugar como primera dama para poder viajar a Colombia y poner a su madre a salvo. Cuando Paola se entera de que Paulina quiere romper el chantaje, buscará ponerla en contra del presidente y finge necesitar ayuda psiquiátrica, lo que lleva a Paulina a ser internada por un supuesto trastorno de personalidad múltiple. A la par, La Usurpadora es acusada de revelar que la primera esposa del presidente se suicidó y que el gobierno se encargó de ocultarlo.  
Con Paulina en el hospital psiquiátrico, Paola planifica un nuevo intento para matar a la usurpadora luego del cual pueda escapar y rehacer su vida. Sin embargo, Paola es víctima de un atentado planificado por su cómplice Teresa. Paulina es rescatada por Facundo Nava y trasladada a una finca para seguir con el tratamiento; mientras tanto, Paola es llevada a Bogotá por su madre, quien cree que es Paulina que está afectada debido a un shock postraumático.  
Paola trata de no ser descubierta en casa de su madre, pero esta se da cuenta de que es su otra hija. Paulina regresa a la residencia presidencial, en la cual convence a Carlos de viajar a Bogotá para encontrarse con su madre. En la capital colombiana, Paulina se reencuentra con su madre, quien le pide un tiempo para convivir con Paola mientras que ella siga asumiendo el rol de primera dama. A los pocos días, Olga muere debido a su enfermedad y Paola regresa a Ciudad de México.

## Reparto
- Sandra Echeverría como Paulina Doria Duque / Paola Miranda Rivas de Bernal[9][10]
- Andrés Palacios como Carlos Bernal Mejía[11]
- Arap Bethke como Facundo Nava[11]
- Daniela Schmidt como Gema Vidal[12]
- Juan Martín Jáuregui como Gonzalo Santamarina[8]
- Aurora Gil como Teresa Hernández
- Juan Carlos Barreto como Manuel Hernández[12]
- Queta Lavat como Doña Piedad Mejía vda. de Bernal[12]
- Ana Bertha Espín como Arcadia Rivas de Miranda[12]
- Macarena Oz como Lisette Bernal Miranda[12]
- Germán Bracco como Emilio Bernal Ponce[12]
- Verónica Terán como Juana
- Montserrat Marañón como Monserrat "Monse"[12]
- Joshua Gutiérrez como Molina
- Emilio Guerrero como Pascual
- Paco Rueda como Pedro
- Emiro Balocco como Juan Sebastián Restrepo
- Ricardo Leguízamo como Wilson
- Liseth Bitar como Andrea
- Gabriela Zamora como Irene
- Victoria Hernández como Doña Olga Doria Duque
- Heriberto Méndez como Santiago Riverol
- Pablo Bracho como el Dr. Silva
- Lion Bagnis como Diego
- Pierre Louis como Osvaldo
- Martín Saracho como Horacio
- Claudia Ramírez como Jefa de Camilo
- Rodolfo Valdés como Camilo

## Producción
La usurpadora forma parte de Fábrica de sueños, una franquicia de antologías que adaptará grandes clásicos de las telenovelas mexicanas a formatos cortos o miniseries.
Las grabaciones comenzaron el 25 de abril de 2019 y finalizaron a mediados de agosto de 2019.
La adaptación de la obra original de Inés Rodena ha sido hecha por Larissa Andrade, Tania Tinajero Reza, Jacques Bonnavent, Javier Van de Couter, Levinton Sol y Gabriela Rodríguez.

### Música
El tema principal de la serie es Tu lugar es mi lugar, interpretado por Sandra Echeverría y compuesto por Ángela Dávalos. Este tema se utiliza para los créditos finales de cada episodio.

### Escenarios
Gran parte de la historia transcurre en la residencia presidencial (basada en Los Pinos), para lo cual Televisa creó una mansión-réplica en el foro 15 de los estudios de San Ángel. Por otro lado, parte de los primeros capítulos de la serie se grabaron en Playa del Carmen y en el Hotel Mayakoba, en donde se recreó la isla Bora Bora de la Polinesia Francesa. Otra locación para algunos capítulos fue el Hostal de la Luz Spa en el pueblo de Tepoztlán, al sur de Ciudad de México.

## Audiencia
| Temporada | Horario (CT)                     | Episodios | Primera emisión         | Primera emisión      | Última emisión       | Última emisión       | Prom. de espectadores (millones) |
| Temporada | Horario (CT)                     | Episodios | Fecha                   | Audiencia (millones) | Fecha                | Audiencia (millones) | Prom. de espectadores (millones) |
| --------- | -------------------------------- | --------- | ----------------------- | -------------------- | -------------------- | -------------------- | -------------------------------- |
| 1         | lunes a viernes 21:30 - 22:30 h. | 25        | 2 de septiembre de 2019 | 3.9                  | 4 de octubre de 2019 | 3.6                  | 3.11                             |

## Episodios
| N.º | Título                                            | Fecha de emisión original | Audiencia (millones) |
| --- | ------------------------------------------------- | ------------------------- | -------------------- |
| 1 | «México perdió a la primera dama»                 | 2 de septiembre de 2019   | 3.9                  |
| El presidente Carlos Bernal, junto con su esposa Paola Miranda, Gema y sus empleados de su gabinete de gobierno se encuentran presenciando desde un balcón, una manifestación provocada por un paro de transportistas en el Monumento a la Revolución. Minutos después, Paola solicita una bebida, y con ella recibe una nota que la cita con un hombre. Reuniéndose con el hombre de la nota, este le revela que en Colombia tiene una hermana gemela llamada Paulina Doria, la cual es voluntaria en una fundación benéfica y tiene a su madre enferma. Al día siguiente, después de una foto familiar y una cena fallida con amigos y familiares, Paola le exige el divorcio a Carlos, después se escabulle viéndose con su amante Gonzalo, quienes planean irse a Bora Bora. Sin embargo, Paola sabe que siendo una imagen política, no puede desaparecer de los reflectores y de su familia, lo que ella trata buscar a su hermana gemela haciéndose pasar por una fundación e invitándola a la Ciudad de México. Ya estando arriba en el avión, Paulina es drogada y llevada a un cuarto, por lo que Paola le dice que tiene que hacerse pasar por ella. Paulina se niega, ocasionando que Paola la amenace a ella y a su madre. Paulina acepta pero tendrá que perder su acento colombiano original. Ya transformada en Paola, Paulina es recibida por Doña Piedad en la casa presidencial. Al encontrarse con Carlos en la casa, la actitud de Paulina lo deja sorprendido, pero en una forma agradable, y no sospecha de ella. Ya estando en Bora Bora, Paola le propone matrimonio a Gonzalo, y él acepta. Días después, llega la celebración del Día de la Independencia, Paola finge un ataque siendo Paulina la que recibió un disparo. |                                                   |                           |                      |
| 2 | «Facundo Nava»                                    | 3 de septiembre de 2019   | 3.5                  |
| Los planes de Paola fallan, después de fingir su ataque contra sí misma siendo Paulina la afectada, se salva en el hospital. Gonzalo, a pesar de ser un traficante, tiene miedo por el alcance que puede tener Paola, se sale de la habitación y deja a Paola alegando que ella está loca. Mientras tanto, Carlos le ordena a Gema que vaya a buscar a Facundo Nava para ayudarlo a descubrir quién está amenazando su vida. Después que Paola se ha reconciliado con Gonzalo, Manuel llama a Paola, y le advierte que el disparo falló por lo que debe regresar de inmediato al país. |                                                   |                           |                      |
| 3 | «Paulina intenta escapar»                         | 4 de septiembre de 2019   | 3.3                  |
| En Bora Bora, Gonzalo tiene una reunión de negocio con un socio, pero las cosas no salen bien de lo planeado. Mientras tanto, Paola descubre que su plan falló y se encuentra enfurecida. La única forma en que Gonzalo la encuentra para calmarla es arrojándola a la alberca. En México, Carlos se encuentra teniendo intimidad con Gema, su asesora de campaña presidencial. Más tarde, Paulina regresa en su papel de Paola a la residencia presidencial después del atentado, todos la reciben calidamente en la residencia presidencial, a excepción de Emilio, quien se encontraba en estado de ebriedad y se comporta grosero con ella. Facundo logra obtener una fotografía del francotirador que disparó en contra de Paola (Paulina). Paulina convence a su enfermera que ella no es Paola, esta el cree y Paulina se hace pasar por ella para poder escapar. Emilio regresa a la residencia, más borracho de lo que estaba en un inicio, pero los transportistas que acampan fuera del lugar lo interceptan. El saca un arma que acababa de comprar y los amenaza de muerte a todos. Paulina regresa a la casa después de que sus planes parecen frustrados nuevamente, ve a Emilio en esa situación, por lo que intercede en ese problema. |                                                   |                           |                      |
| 4 | «Estoy sola, siempre sola»                        | 5 de septiembre de 2019   | 3.5                  |
| Paola vuelve a cruzar el límite, drogaba y amordaza a Gonzalo, mientras que este se encuentra sumamente perdido. Paulina, pospone sus planes de escape y defiende a Emilio. Más tarde, Paulina (siendo Paola) y Emilio entran a la casa, pero en eso Carlos ataca a su hijo pero su "esposa" se mete en el medio y defiende nuevamente a Emilio. Momentos después, Paola llama a Manuel y lo llama incompetente, eso lo enfurece y decide cumplir con los planes de Teresa. En Bora Bora, Gonzalo le explica a Paola que él no fue quien planeó su atentado. Después de todo lo que sucede afuera de la residencia presidencial, Carlos decide llevar a cabo un diálogo con los transportistas. Gema le dice que no lo haga, pero él decide escuchar a Paulina. Más tarde, Manuel busca a Paulina y le advierte que si intenta escapar nuevamente, cumplirá con asesinar a su madre. Cuando Paola se entera de que Paulina desempeña un excelente papel como primera dama de México, esta enfurece y ataca a Gonzalo, quien recibe un disparo en la pierna, Paola intenta irse de la isla sin ningún éxito. Al día siguiente, Paulina habla con los transportistas y da la cara en nombre del gobierno. Carlos la mira sorprendido y orgulloso mientras Gema la ve con resentimiento. Desangrándose, Gonzalo intenta escapar, pero Paola acaba con su vida disparándole una vez más. Momentos después, recibe una llamada del piloto de Gonzalo, la cual confirma dos lugares para Toscana, Paola queda perturbada de lo que acababa de hacer. |                                                   |                           |                      |
| 5 | «¿Te gustaría que te sedujera?»                   | 6 de septiembre de 2019   | 2.9                  |
| Después de haber asesinado a Gonzalo, Paola se arrepiente del error, ella se deshace del cuerpo de su amante arrojándolo al mar. Luego, toma un vuelo a México, pero por emergencia aterriza en Cancún. Facundo le pide a Paulina (siendo Paola) que salga a caminar con el para que ella le platique sobre su amante, la cual terminan en un lugar en donde Paola (la verdadera) estuvo con su amante, pero Paulina no tiene idea de lo que habla Facundo. Paola llega a la ciudad a quedarse directamente a la casa de Gonzalo y allí, se arrepiente lo que hizo en Bora Bora. Gema le pone a Carlos una escena de celos por Paola y decide centrarse solo en su trabajo como asesora. Paulina la enfrenta porque sospecha la relación que la asesora tiene con su esposo. Facundo entra a la casa de Gonzalo para buscar evidencia que lo inculque en el ataque. Paola, quien se encontraba ahí oye el ruido proveniente del exterior y logra escapar. Facundo trata de alcanzarla, pero se encuentra con Montse, la enfermera de la primera dama que la estaba espiando. |                                                   |                           |                      |
| 6 | «Sangre fría»                                     | 9 de septiembre de 2019   | 3.2                  |
| Facundo descubre a Montse merodeando a fuera de la casa de Gonzalo, e intenta interrogarla. Paola está decidida a asesinar a Paulina con sus propias manos, viendo que a ella le va bien en su papel de primera dama. Facundo descubre que Gonzalo es más que un simple productor de chocolates común y corriente. Carlos vuelve a engañar a Paola con Gema. |                                                   |                           |                      |
| 7 | «Deberías estar muerta»                           | 10 de septiembre de 2019  | 3.0                  |
| Emilio al no encontrar ni una sola gota de alcohol, empieza a enloquecer. Paola se encuentra con Manuel, y ella le pide que reúna a Paulina con ella en la noche. Paulina ayuda a Lisette a verse bien para su cita con Diego, lo que causa sospechas de Arcadia. Paola se encuentra con Paulina en la casa de Gonzalo para intercambiar roles, pero es otro intento de matarla. |                                                   |                           |                      |
| 8 | «Perro bien alimentado no muerde la mano»         | 11 de septiembre de 2019  | 2.9                  |
| Facundo salva a Paulina de ser asesinada por el mismo hombre que trato de matarla el día del grito de independencia. Paola, al ver lo que pasaba desde una cámara de seguridad, enfurece de nueva cuenta al saber que no salió bien su plan, aprovecha la situación para un nuevo plan. Al día siguiente, Paola ya siendo ella, cita a Nava para darle información del hombre que la quiso matar con el fin de quitarlos de su camino. Momentos después, Facundo va a la casa presidencial, se encuentra con Paulina (siendo Paola) y empiezan a discutir sobre lo que pasó la noche anterior, pero en eso Facundo juzga a Paulina de haberse relacionado con un traficante de armas, a lo que de nueva cuenta Paulina no tiene idea de lo que habla. |                                                   |                           |                      |
| 9 | «Todo se está saliendo de control»                | 12 de septiembre de 2019  | 3.0                  |
| Emilio es detenido conduciendo en estado de ebriedad junto con Horacio, en un reten para la prueba del alcoholímetro, pero termina grabado y siendo ridiculizado en redes sociales con el hashtag «#lordesobediente». Paola le hace creer al psiquiatra que está perdiendo el control para que Paulina pague las consecuencias. Carlos insinúa que Paulina (siendo Paola) ya está loca, y es llevada al centro psiquiátrico, lo cual Lisette queda devastada al ver como se llevan a su madre. |                                                   |                           |                      |
| 10 | «Yo no soy Paola… ¿Tú sí me crees?»               | 13 de septiembre de 2019  | 3.0                  |
| Mientras Paulina ingresa en el hospital psiquiátrico cuando supone que tiene un trastorno de identidad disociativo, los planes de Paola podrían fracasar de nuevo, cuando Facundo descubre que Paola es en realidad Paulina. Paola festeja con Manuel de que su plan funcionó a la perfección, pero terminan besándose y Paola reacciona dando una cachetada a Manuel. Horas después, Paola y Manuel reciben un atentado, cuando Paola intenta subir a su carro, al momento de accionar un botón del control de su vehículo, este explota, ocasionado que Paola y Manuel queden inconscientes. |                                                   |                           |                      |
| 11 | «Paola usurpa la vida de Paulina»                 | 16 de septiembre de 2019  | 2.7                  |
| 12 | «¡Tenemos que seguir con esta farsa!»             | 17 de septiembre de 2019  | 2.9                  |
| 13 | «¿Paulina y Paola son hermanas?»                  | 18 de septiembre de 2019  | 3.0                  |
| 14 | «Terminar con la hipocresía»                      | 19 de septiembre de 2019  | 2.9                  |
| 15 | «¿Me puedo quedar a dormir?»                      | 20 de septiembre de 2019  | 2.7                  |
| 16 | «Escándalo sexual en la casa presidencial»        | 23 de septiembre de 2019  | 2.9                  |
| 17 | «Mi gran amor, Paulina»                           | 24 de septiembre de 2019  | 3.1                  |
| 18 | «No estires mucho la liga porque se puede romper» | 25 de septiembre de 2019  | 3.1                  |
| 19 | «Necesitamos estar más juntas que nunca»          | 26 de septiembre de 2019  | 2.9                  |
| 20 | «Paulina, ¡te amo!»                               | 27 de septiembre de 2019  | 2.9                  |
| 21 | «El principal objetivo»                           | 30 de septiembre de 2019  | 3.0                  |
| 22 | «Una de las dos tiene que morir»                  | 1 de octubre de 2019      | 3.1                  |
| 23 | «Su muerte es mi vida»                            | 2 de octubre de 2019      | 3.4                  |
| 24 | «El rescate de Paulina»                           | 3 de octubre de 2019      | 3.4                  |
| 25 | «Ponte a mi altura»                               | 4 de octubre de 2019      | 3.6                  |

## Premios y nominaciones

### Premios TVyNovelas 2020
| Categoría                  | Nominados                                                      | Resultados |
| -------------------------- | -------------------------------------------------------------- | ---------- |
| Mejor telenovela           | Carmen Armendáriz                                              | Ganadora   |
| Mejor actriz de telenovela | Sandra Echeverría                                              | Ganadora   |
| Mejor actor de telenovela  | Andrés Palacios                                                | Nominado   |
| Mejor villana              | Sandra Echeverría                                              | Ganadora   |
| Mejor primera actriz       | Queta Lavat                                                    | Nominada   |
| Mejor primer actor         | Juan Carlos Barreto                                            | Nominado   |
| Mejor actriz coestelar     | Ana Bertha Espín                                               | Nominada   |
| Mejor actor coestelar      | Arap Bethke                                                    | Ganador    |
| Mejor dirección de cámaras | Vivian Sánchez Ross                                            | Ganadora   |
| Mejor dirección de escena  | Francisco Franco                                               | Ganador    |
| Mejor guion o adaptación   | Larissa Andrade, Fernando Abrego, Tania Tinajero y Zaria Abreu | Ganadores  |
| Los favoritos del público  |                                                                |            |
| Cachetadón del año         | Paulina a Paola (Sandra Echeverría)                            | Nominada   |
| El villano más guapo       | Arap Bethke                                                    | Nominado   |
| El más guapo               | Andrés Palacios                                                | Nominado   |
| La más guapa               | Sandra Echeverría                                              | Nominada   |
| Pareja favorita            | Sandra Echeverría y Andrés Palacios                            | Nominados  |
| La sonrisa más bella       | Sandra Echeverría                                              | Nominada   |
| La sonrisa más bella       | Andrés Palacios                                                | Nominado   |
| El maduro más guapo        | Juan Carlos Barreto                                            | Nominado   |
| El mejor final             | Carmen Armendáriz                                              | Nominada   |
| Mejor reparto              | Carmen Armendáriz                                              | Nominada   |

## Nota
1. 1 2 3 4 5  Estos episodios se pre estrenaron el 30 de agosto de 2019 a través de la página oficial de Las Estrellas.[22]